# Акдарья (приток Кашкадарьи)
Акдарья́ (в верховье Аксу) — река в Кашкадарьинской области Узбекистана.
Длина реки составляет 154 км, площадь бассейна — 1280 км². Акдарья берёт начало на склонах Гиссарского хребта и впадает в реку Кашкадарья. Питание снежно-ледниковое. Половодье приходится на период с марта по сентябрь с максимальными расходами с мая по июнь. Средний расход воды составляет 12,3 м³/с (у кишлака Хазарнова). Ниже сток разбирается на орошение. Средний расход взвешенных наносов — 12 кг/с. В нижнем течении река пересыхает, русло зарастает. Вода гидрокарбонатно-кальциевая, средняя минерализация — 200—240 мг/л. На берегу Акдарьи расположен город Китаб. На реке находится Гиссаракская ГЭС, строятся Рабатская, Чаппасуйская и Тамшушская ГЭС.